# Grande Prémio Douro Internacional
Le Grande Prémio Douro Internacional  est une course cycliste disputée autour du parc naturel du Douro International, au nord-est du Portugal. Cette compétition est organisée depuis 2021. Elle fait partie du calendrier national de la Fédération portugaise de cyclisme. 
La course se tient généralement sur un parcours escarpé favorable aux grimpeurs,. 

## Palmarès
| Année | Vainqueur        | Deuxième         | Troisième        |
| ----- | ---------------- | ---------------- | ---------------- |
| 2021  | Mauricio Moreira | José Neves       | Tomás Contte     |
| 2022  | José Neves       | António Carvalho | Delio Fernández  |
| 2023  | Luís Mendonça    | Luís Gomes       | Joaquim Silva    |
| 2024  | David Domínguez  | Artem Nych       | Mathias Bregnhøj |
| 2025  | Artem Nych       | Harrison Wood    | João Medeiros    |